# Девит (Мичиген)
Девит (енгл. DeWitt) град је у америчкој савезној држави Мичиген. По попису становништва из 2010. у њему је живело 4.507 становника.

## Демографија
Према попису становништва из 2010. у граду је живело 4.507 становника, што је 195 (4,1%) становника мање него 2000. године.
| Група             | 2000.         | 2010.         |
| Белци             | 4.424 (94,1%) | 4.162 (92,3%) |
| Афроамериканци    | 48 (1,0%)     | 61 (1,4%)     |
| Азијати           | 30 (0,6%)     | 41 (0,9%)     |
| Хиспаноамериканци | 120 (2,6%)    | 157 (3,5%)    |
| Укупно            | 4.702         | 4.507         |